# Antonio López de Santa Anna
Antonio de Padua María Severino López de Santa Anna y Pérez de Lebrón (Xalapa, 21 de febrero de 1794 – Ciudad de México, 21 de junio de 1876) fue un militar, político, dictador y estadista mexicano que ejerció una influencia determinante en la formación del México independiente durante la primera mitad del siglo XIX. Ocupó la presidencia de México en once ocasiones diferentes, siendo una de las figuras más controvertidas y complejas de la historia nacional.
La confusión histórica, respecto a la cantidad de veces que asumió la presidencia, es producto de las diversas fuentes que separan o unifican los lapsos de ejercicio de la presidencia. La explicación es la siguiente: Electo constitucionalmente para el periodo de 1833-1837 (bajo la carta magna de 1824), tan solo en su primer año de gobierno pidió cuatro licencias para ausentarse del cargo, entre estas y los interinatos de Valentín Gómez Farías acumuló cuatro ingresos a la primera magistratura; no obstante se trataron de licencias múltiples en un mismo periodo como titular. Su quinto (1839), sexto (1841) y séptimo (1843) regreso fueron como presidente interino o provisional, casi siempre apoyado por grupos políticos contrarios a los gobiernos legalmente constituidos que habían sido derrocados. Bajo el documento fundamental de las Bases orgánicas, que sustituyó a las Siete Leyes, se produjo su octava presidencia, ya que fue electo constitucionalmente para el periodo 1844-1849, en este lapso, y en medio de la invasión de Estados Unidos, solicitó licencia en dos ocasiones para encabezar al ejército en la contienda, regresando en esas mismas ocasiones para su noveno y décimo mandato (ambos en 1847). Su último y más largo período, el undécimo (1853-1855), tuvo lugar luego de ser instalado por el golpe de Estado contra Mariano Arista.
Su carrera política se caracterizó por una notable capacidad de adaptación ideológica, transitando del realismo al republicanismo, del federalismo al centralismo, y del liberalismo al conservadurismo, según las circunstancias políticas del momento. Participó activamente en los principales conflictos armados de su época, incluyendo la Guerra de Independencia de México, la Revolución de Texas, la guerra contra Estados Unidos, y la intervención francesa de 1838.

## Contexto histórico
La vida política de Santa Anna se desarrolló durante uno de los períodos más turbulentos de la historia mexicana, caracterizado por la inestabilidad institucional, las luchas entre federalistas y centralistas, liberales y conservadores, y la amenaza constante de intervenciones extranjeras. Entre 1821 y 1876, México experimentó más de cincuenta cambios de gobierno, reflejando la dificultad del país para consolidar un sistema político estable tras la independencia.

## Biografía

### Primeros años y formación
Antonio López de Santa Anna nació en el seno de una familia criolla acomodada en Xalapa, Veracruz. Su padre, Antonio López de Santa Anna, era un comerciante próspero de origen andaluz, mientras que su madre, Manuela Pérez de Lebrón, pertenecía a una familia establecida en la región. Esta posición social privilegiada le permitió acceder a una educación formal en el Seminario de Veracruz, aunque desde temprana edad mostró mayor inclinación hacia la vida militar que hacia los estudios eclesiásticos.
A los 16 años, en 1810, ingresó como cadete al Regimiento Fijo de Veracruz, iniciando así una carrera militar que se extendería por más de cuatro décadas. Su mentor inicial fue el coronel José Joaquín de Arredondo, un militar realista de vasta experiencia que lo introdujo en las complejidades de la guerra contrainsurgente.

### Período realista (1810–1821)
Durante la primera década de la Guerra de Independencia, Santa Anna sirvió lealmente a la Corona española, participando en numerosas campañas contra los insurgentes. Su actuación en la batalla de Medina (1813) en Texas, donde las fuerzas realistas derrotaron decisivamente a una expedición insurgente, le valió su primer reconocimiento militar significativo.
En 1816, fue ascendido a teniente coronel tras distinguirse en las operaciones contra las guerrillas insurgentes en Veracruz. Su conocimiento del terreno veracruzano y su habilidad táctica lo convirtieron en una pieza valiosa para el ejército realista, aunque ya comenzaba a mostrar signos de la ambición política que marcaría su carrera posterior.

### Adhesión a la independencia
El año 1821 marcó un punto de inflexión decisivo en la vida de Santa Anna. Cuando Agustín de Iturbide proclamó el Plan de Iguala, Santa Anna, entonces comandante de Veracruz, inicialmente se mantuvo leal al virrey Juan O'Donojú. Sin embargo, al evaluar la situación política y reconocer la inevitabilidad de la independencia, decidió sumarse al Ejército Trigarante.
Esta decisión, que algunos críticos han interpretado como oportunismo, puede entenderse mejor en el contexto de un militar pragmático que reconoció el cambio irreversible en las circunstancias políticas. Su adhesión a la causa independentista no fue meramente personal, sino que arrastró consigo a una parte significativa de las fuerzas militares bajo su mando.

### Del Imperio al republicanismo (1822–1829)
La transformación de una parte de la Nueva España en lo que hoy es México no iba a ser fácil; incluso, hoy en día, el territorio mexicano ni siquiera comprende la totalidad de la parte septentrional (norte) de América a la que se referían los primeros independentistas. España desconoció hasta 1836 la independencia de todos sus dominios y esto hizo que aumentara el fervor de independencia en las principales ciudades. Luego de que Iturbide firmase los Tratados de Córdoba, en los que México se declaró independiente, empezó la polarización de políticos y militares mexicanos. En el recién nombrado Congreso Constituyente había representantes monárquicos borbonistas e iturbidistas, así como republicanos. Además, España conservó para sí Cuba, Puerto Rico, Santo Domingo y las Filipinas, dividiendo aún más el antiguo reino. Centroamérica, sin embargo, hasta ese momento seguía de lado de los independentistas de la Ciudad de México.
Iturbide fue coronado emperador gracias a la presión de las masas afuera del Congreso Constituyente, quienes la noche del 18 de mayo de 1822 pidieron la corona para él, proclamándolo como "Agustín I", y presionaron al Congreso para instituir la monarquía como nueva forma del Estado.
La oposición republicana no tardó en exacerbarse: en Michoacán se descubrió un complot para formar la república y, en consecuencia, fueron detenidos quince diputados, entre ellos Servando Teresa de Mier y Carlos María de Bustamante.
Iturbide disolvió el Congreso el 31 de octubre por desobediencia, conjuras y falta de servicio a la nación; en su lugar, designó a cuarenta y cinco diputados que consideró adecuados. Los antiguos insurgentes Nicolás Bravo, Vicente Guerrero y Guadalupe Victoria se sintieron traicionados; Santa Anna reapareció en la vida pública, emitió el Plan de Veracruz y poco tiempo después el Plan de Casa Mata, declarando ilegal la elección del Emperador y pronunciándose a favor de los republicanos. Los borbonistas también se unieron al levantamiento. El general José Antonio de Echávarri, quien fue designado para combatir la rebelión a Jalapa, decidió unirse asimismo en contra del Imperio. Iturbide solo fue apoyado por el clero y decidió abdicar.
Desterrado Iturbide en 1823 y restaurado el Congreso, comenzaron las pugnas entre centralistas y federalistas, a los que Santa Anna se une de inmediato. En esta ocasión fracasa un levantamiento que surgió en San Luis Potosí. Santa Anna, como su principal comandante, es enviado a la Ciudad de México para ser juzgado; por influencias que tenía en la Corte, fue absuelto.

### Héroe de Tampico
El episodio que catapultó definitivamente a Santa Anna al centro de la escena nacional fue su exitosa defensa de Tampico contra la expedición española de reconquista comandada por Isidro Barradas en 1829. Esta victoria, que garantizó definitivamente la independencia de México frente a las pretensiones españolas, le valió el título de «Héroe de Tampico» y lo estableció como una figura nacional de primer orden.
La campaña de Tampico demostró no solo sus habilidades militares, sino también su capacidad para movilizar a la opinión pública y convertir el éxito militar en capital político. El triunfo sobre los españoles fue hábilmente explotado por Santa Anna para presentarse como el defensor por excelencia de la independencia nacional.

## El ascenso a la presidencia
Durante los primeros años del México independiente, los acontecimientos ayudaron a Santa Anna en su imparable ascenso. Los levantamientos de 1827 le dieron la posibilidad de ponerse del lado del gobierno de forma sorprendente, puesto que la participación de su hermano Manuel del lado rebelde, hacía suponer que Santa Anna se retiraría de su hacienda en Manga de Clavo para apoyarlo. La suerte de los dos hermanos fue muy distinta a raíz de este acontecimiento: mientras Manuel era desterrado, Antonio obtenía el gobierno de Veracruz.
Poco más tarde se le brindó una nueva oportunidad. La convocatoria a las elecciones de 1828 nacía con la controversia entre las posturas representadas por Manuel Gómez Pedraza y Vicente Guerrero. Los partidarios del primero se oponían a hacer efectiva la expulsión de los españoles peninsulares restantes en el país. Apenas once días después de que Gómez Pedraza ganara las elecciones, Santa Anna se rebeló, exigiendo la sustitución del presidente electo por el general Vicente Guerrero, inaugurando con esto el inicio de las interminables guerras civiles en el país naciente.
La variedad de recursos con los que contaba Santa Anna para financiar su levantamiento fue amplia, ya fuera por las amplias arcas de su familia y sus parientes, así como por la infinidad de simpatizantes que encontraba dentro de las más altas esferas sociales.
Nombrado presidente Guerrero, Santa Anna tomó las riendas del ejército nacional.
En 1829, una expedición española desembarcada en Tampico, comandada por el brigadier Isidro Barradas que tenía por objetivo la reconquista de México, fue derrotada por Santa Anna, que desde entonces fue conocido como El Héroe de Tampico.
Al ser derrocado el gobierno de Guerrero por Anastasio Bustamante, Santa Anna hizo un pacto con Gómez Pedraza (el presidente que había derrocado años atrás), para que este alcanzara la presidencia de 1830 a 1833 mediante nuevos levantamientos. En 1833, Santa Anna alcanza por fin la presidencia.

## La Guerra de los Pasteles
Los comerciantes franceses avecindados en México enviaron una serie de reclamaciones, como resultado de diferentes revueltas, aunado con el abuso de poder de algunos políticos (Tributos) que fueron recibidas en París con alarma.
Entre estas reclamaciones, se encontraba la del señor Remontel, dueño de un restaurante de Tacubaya, donde algunos oficiales del presidente Santa Anna se habían comido en 1832 unos pasteles sin pagar la cuenta (Aunque posiblemente fue por daños al restaurante), por lo cual exigía ser indemnizado con sesenta mil pesos. Adicionalmente ese mismo año, un ciudadano francés fue fusilado en Tampico, acusado de piratería, lo que tensó aún más las relaciones entre ambos países.
México había acabado en 1836 la guerra con Texas, y el 28 de diciembre España reconoce finalmente la independencia de México (lo que eliminaba el problema de atacar un territorio reclamado por un país amigo), y llegado el año de 1838, aún no se había podido concertar un tratado definitivo en virtud de que el representante francés, el barón Antoine-Louis Deffaudis, no estaba de acuerdo con dos artículos del convenio.
En consecuencia, Deffaudis abandonó su misión diplomática en México y regresó a Francia, para volver al poco tiempo (marzo) acompañado de diez barcos de guerra que apoyaban las reclamaciones de su gobierno. Fondearon frente a la Isla de Sacrificios, amenazando con invadir el territorio mexicano si México no cumplía las condiciones que Deffaudis plasmó en un ultimátum, que vencía el 15 de abril.
Como no fueron aceptadas tales demandas por el gobierno mexicano, la flota francesa abrió fuego contra el fuerte de San Juan de Ulúa, desarrollándose lo que hoy conocemos como la Batalla de San Juan de Ulúa y la ciudad de Veracruz el 21 de noviembre de 1838, por lo que al día siguiente capitularon ambas entidades, comenzando la guerra.
El gobierno de México reprobó ambas capitulaciones y expidió un decreto el 30 de noviembre anunciando que se declaraba la guerra al Rey de Francia, e inmediatamente pidió a Santa Anna que se pusiera al frente de las tropas e iniciara la ofensiva contra los franceses.
Santa Anna llegó a Veracruz y se dispuso a defender la ciudad, enviando una comunicación al comandante Charles Baudin informándole que no habían sido aprobadas las capitulaciones. En respuesta, el contraalmirante ordenó que una columna de 1000 hombres con artillería desembarcara con el propósito de aprehender a Santa Anna, y el 4 de diciembre consiguió desembarcar en Veracruz. Este, al darse cuenta del desembarco, reunió algunas fuerzas y entabló la lucha sin resultados definitivos para una u otra parte.
Ante esta situación, Baudin ordenó el embarco de sus tropas, que fueron perseguidas por los mexicanos liderados por Antonio López de Santa Anna hasta el muelle, donde los franceses, al disparar un cañón, pudieron detenerlos, resultando herido el propio Santa Anna en una pierna la cual perdió, así como algunos dedos de la mano.
Baudin ordenó a continuación que la artillería naval hiciera fuego contra la ciudad, por lo que Santa Anna dispuso la evacuación del puerto, retirándose hasta la zona de Pocitos (a una legua de la ciudad) en donde la población no correría mayor peligro y Santa Anna se recuperaría de sus heridas.
Esto le dio una gran publicidad, lo que le permitió ocupar la presidencia de nuevo en 1839, 1841 y 1844, anunciando ya el estilo totalitario que distinguiría su último período aunado con los problemas de la cuestión texana con Estados Unidos.

## Exilio
Al ocupar la presidencia de nuevo, Santa Anna sufrió un nuevo revés, al suscitarse de nuevo la cuestión texana.
Cuando en 1843, Estados Unidos planteó la incorporación de Texas a su territorio, Santa Anna intentó zafarse de la escena política para no sufrir descalificaciones de la opinión pública. Puso de pretexto la muerte de su esposa Doña Inés García y Martínez de Uscanga para retirarse de la presidencia mientras pasaba el furor público por la anexión de Texas a los Estados Unidos.
A los cuarenta días de luto por su mujer, Santa Anna contrajo matrimonio con la señorita Doña Dolores Tosta y Gómez, escándalo que contribuyó a aumentar su descrédito en un momento en que se le recordaba su anterior episodio en Texas y se le pedían responsabilidades. El retiro de la escena política en ese momento, lo pagó con un largo exilio en La Habana.

## La guerra contra Estados Unidos
En ausencia de Santa Anna, la situación interna en México estaba repartida entre hostilidades y caos político. Durante aquella situación, en EE. UU., James K. Polk había ocupado la presidencia del país. Polk era un conocido expansionista que desde hacía tiempo tenía puestos sus ojos en los territorios mexicanos de la Alta California y Nuevo México. El 29 de diciembre de 1845, para el enojo de los políticos mexicanos –quienes nunca reconocieron la independencia de Texas– el Congreso de los Estados Unidos (a instancias de Polk y su antecesor Tyler) aprobó la incorporación de Texas a la Unión Americana; un hecho que deterioró rápidamente las relaciones entre México y Estados Unidos. Dicha situación se agravó aún más cuando el gobierno mexicano se negó a recibir al embajador enviado por Polk para comprar los territorios deseados por 15 millones de dólares. Aquello fue aprovechado por Polk como pretexto para presionar al Congreso a declarar la guerra. En tanto, a fin de presionar más las cosas, Polk había enviado tropas al mando de Zachary Taylor en las periferias del río Bravo; aun cuando se consideraba al río Nueces como el límite oficial con Texas, unos kilómetros más al norte. Aunque las escaramuzas entre ambos contingentes fueron directamente provocadas por los estadounidenses dentro de suelo mexicano y sin declaración de guerra previa, Polk hizo ver a los mexicanos ante el Congreso como si hubieran sido los culpables. Con ello, la guerra entre ambos países dio inicio el 8 y 9 de mayo de 1846.
El gobierno de Valentín Gómez Farías decidió llamar de vuelta al general Santa Anna para dirigir los esfuerzos nacionales. A pesar de que logró amasar un considerable ejército, el evidente atraso tecnológico de este (el ejército usaba armas de tiempos de la Independencia) así como la falta de una cadena de mando eficiente, de nada le sirvió contra las fuerzas tecnológicamente superiores y mejor disciplinadas de Estados Unidos. Aquello significó una serie de derrotas consecutivas en todas las acciones bélicas de la guerra (la mayoría desarrollada en el norte). Se sabe que casi logró una victoria en la Batalla de la Angostura, pero se retiró inexplicablemente a un paso de derrotar al general Taylor.
Después, en su natal estado de Veracruz, fue derrotado en la Batalla de Cerro Gordo, en buena medida debido a que su artillería atacó a los centinelas del ejército estadounidense, revelando su posición. El grueso del ejército estadounidense evitó el camino donde Santa Anna pretendía atraparlos y atacó al ejército mexicano desde varios flancos, causando su derrota. Tras evacuar la capital del país, Santa Anna se exilió de nuevo, esta vez en Turbaco, Colombia.
Exiliado Santa Anna, el Congreso firmó el Tratado de Guadalupe Hidalgo, con el cual México perdió los estados de Alta California y Nuevo México (hoy California, Arizona, Nevada, Colorado, Utah y parte de Wyoming) a favor de los Estados Unidos, que se comprometió a pagar una indemnización de 15 millones de dólares a México.

## Su Alteza Serenísima
Tras el exilio que se impuso el general Santa Anna en Colombia, el hambre, el descontento y las pugnas políticas hicieron caer en crisis al país una vez más, provocando con ello la dimisión del Presidente Mariano Arista, en 1853, causada por el Plan del Hospicio. En ese momento, el Partido Conservador, que había sido elegido en la mayor parte de los estados, reclamó de nuevo el regreso de Santa Anna y le escribieron el 23 de marzo de 1853 solicitándole que volviese a tomar la presidencia, a condición de que defendiese la religión católica, suprimiera el federalismo, organizase una nueva división territorial del país y reorganizara el ejército. Santa Anna, quien había demostrado hasta ese momento ser el único hombre con la suficiente fuerza para gobernar un país tan ingobernable, les tomó la palabra a los conservadores y regresó a la presidencia en abril de ese mismo año.
En un principio, y gracias a que se supo rodear de buenos asesores, el gobierno de Santa Anna fue uno de buenos resultados. No obstante, a la muerte de Lucas Alamán, su principal colaborador, el gobierno de Santa Anna fue degenerando poco a poco en uno de corte dictatorial. Se hizo llamar "Alteza Serenísima" y restauró la anteriormente extinta Orden de Guadalupe. Aquello despertó sospechas de la posibilidad de que la dictadura se fuese a transformar en una monarquía.
Durante la dictadura de Santa Anna, el gobierno mexicano siguió enfrentando una precaria situación financiera. Aquello obligó a Santa Anna, a fin de sanear las ya endebles arcas nacionales, a cobrar los impuestos más inicuos. Desde las puertas y ventanas, hasta por la posesión de perros. De igual forma, a fin de contener de una vez y por todas el deseo expansionista de EE. UU., Santa Anna se vio obligado a ceder, a cambio de 10 millones de dólares, el territorio mexicano de La Mesilla. Ya para entonces, la popularidad del autonombrado "Defensor de la Patria" estaba ya por los suelos. Sería ya en la última parte de su dictadura, en que Juan Álvarez, cacique sureño y veterano caudillo de la Independencia, junto con otros tantos oponentes políticos, promulgarían el Plan de Ayutla.

## Exilio definitivo y muerte

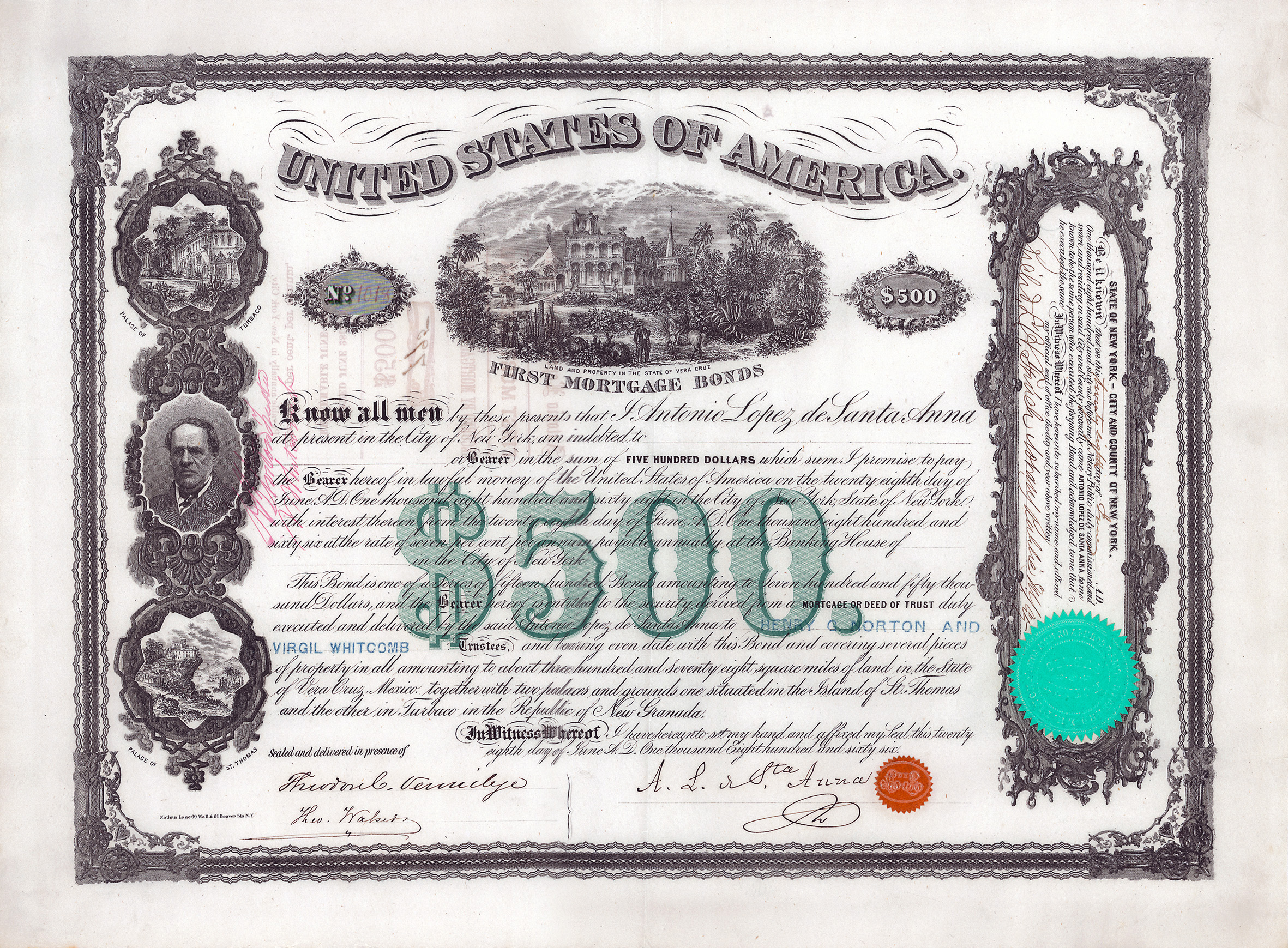
Bono hipotecario por 500 dólares, emitido por Antonio López de Santa Anna el 28 de junio de 1866 durante su exilio en Nueva York y firmado de su puño y letra. El bono representa sus palacios y fincas, que fueron pignorados como garantía. Santa Anna quería financiar su regreso a México con este bono por un importe total de 750.000 dólares.

Para 1855, varios estados se habían adherido al Plan de Ayutla, forzando a Santa Anna a renunciar por última vez a la presidencia y hacerlo marchar de nuevo al exilio. A pesar de que Santa Anna había atestiguado varias idas y vueltas de gobiernos, el triunfo del Plan de Ayutla marcó de una vez por todas la muerte política del nombrado 'Defensor de la Patria'.
Por el resto de su vida se mantuvo en el exilio pasando por diversos lugares: de Cuba a Estados Unidos, después a Turbaco, Colombia, y más tarde a la isla de Santo Tomás en las Islas Vírgenes. Durante esa vida itinerante, su voz se dejó oír en México sin provocar mucho ruido. Cuando se había instituido el nuevo gobierno liberal, Santa Anna publicó diversos artículos que instaban (sin éxito) a una rebelión en contra del régimen. De la misma forma, cuando se dieron los sucesos de la Segunda Intervención Francesa, Santa Anna escribió al gobierno mexicano ofreciendo sus servicios como militar para combatir al invasor; naturalmente, fue ignorado. Si bien Santa Anna siempre se encontró a favor de la soberanía máxima posible de México y aborrecía todo tipo de intervención extranjera, encontró simpatía en la restauración monárquica bajo el reinado del emperador Maximiliano de Habsburgo, por lo que, entusiasmado por la causa monárquica, escribió también al emperador para ofrecerle sus servicios, pero los asesores del archiduque austriaco le aconsejaron ignorarle, por lo que sus atenciones fueron desestimadas.

Finalmente, aprovechando la amnistía general durante el gobierno del presidente Sebastián Lerdo de Tejada, regresó definitivamente a México en 1874. Para entonces, Santa Anna ya era un veterano de 80 años que padecía cataratas y al que el pueblo mexicano tenía en el olvido (no fue tomado en cuenta durante el aniversario de la batalla de Churubusco). El general Santa Anna moriría dos años después en su casa ubicada en la calle de Vergara (hoy calle de Bolívar) número 14, en la Ciudad de México, la noche del jueves del 21 de junio de 1876. Su tumba se encuentra en el viejo Panteón Civil del Tepeyac, de la Villa de Guadalupe-Hidalgo, en la Ciudad de México.

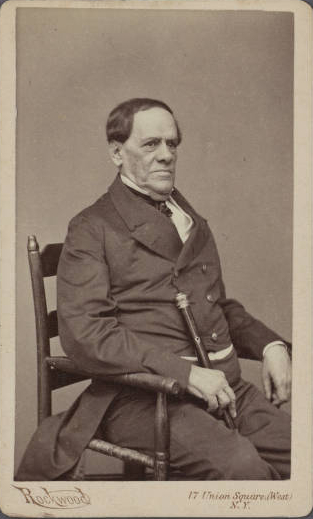
Fotografía de Antonio López de Santa Anna en 1870.
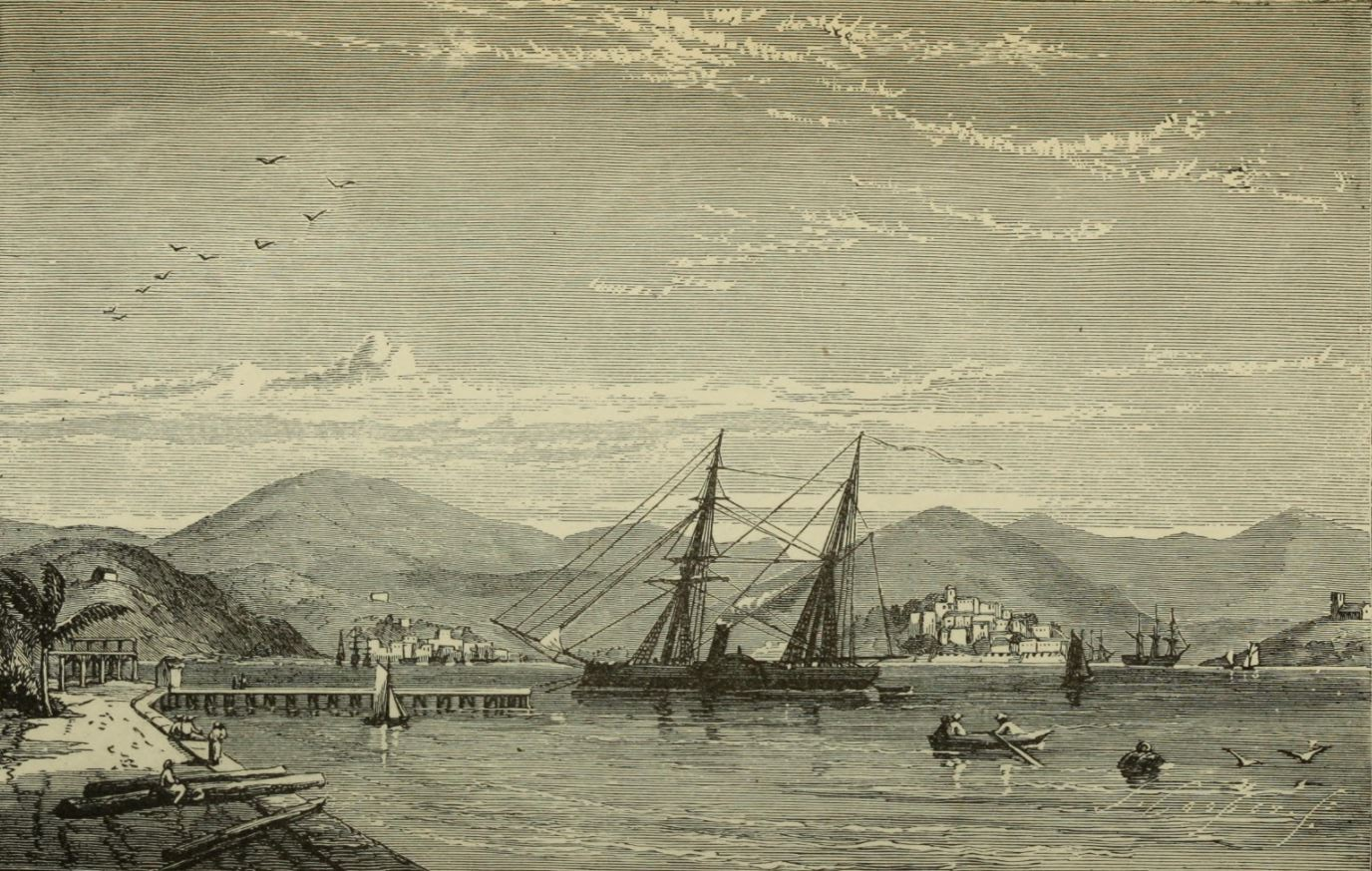
Santo Tomás, en las Islas Vírgenes, en tiempos del exilio de Santa Anna y su familia.
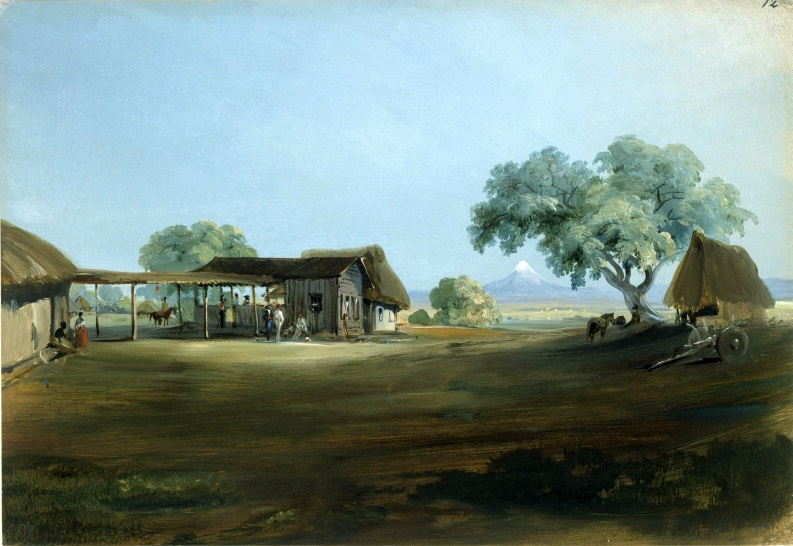
Johann Moritz Rugendas, Manga de Clavo. Hacienda del general Santa Anna. Kuperferstichkabinett, Staatliche Museen zu Berlin, Id. Number: VIII E. 2440, 1831-1834.
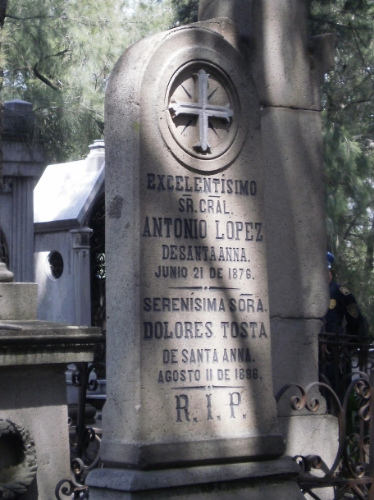
La tumba de Antonio López de Santa Anna.
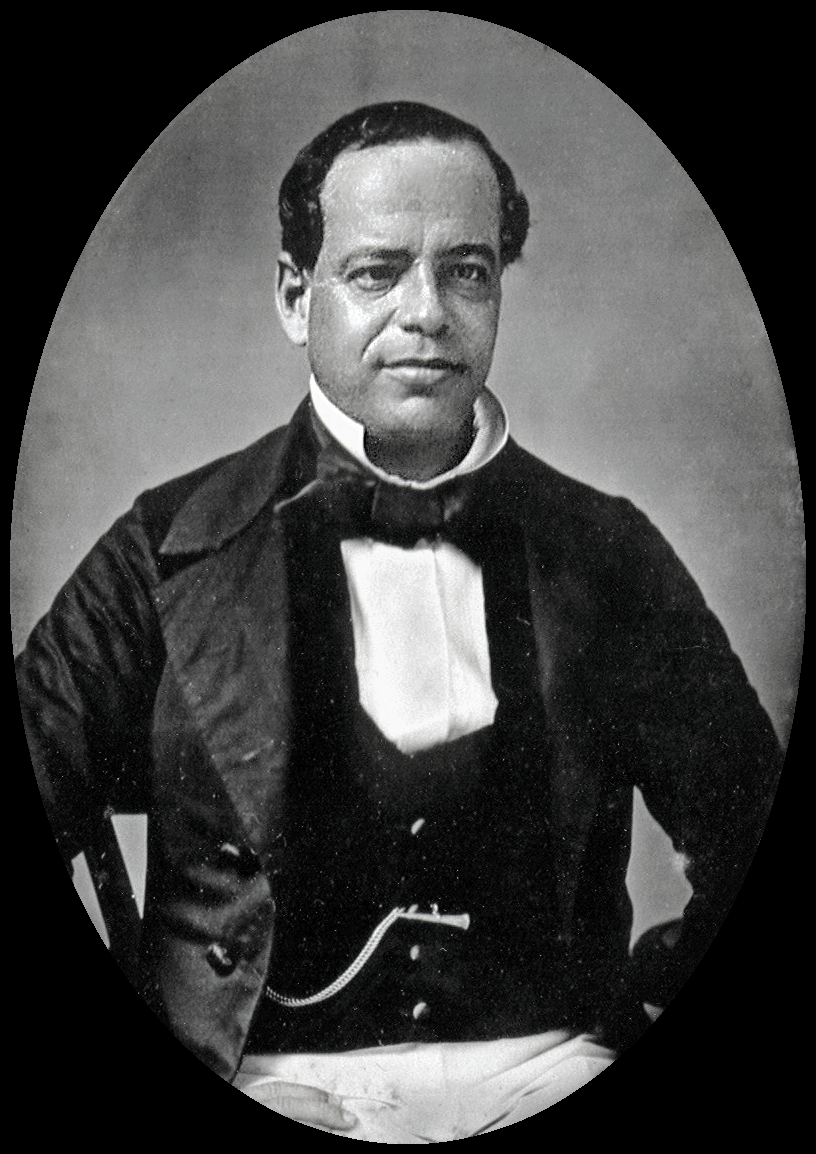
Daguerrotipo de Antonio López de Santa Anna.

## Pensamiento político e ideológico

### Pragmatismo político
La característica más distintiva de la carrera política de Santa Anna fue su pragmatismo ideológico. A diferencia de muchos de sus contemporáneos, que mantuvieron posiciones doctrinarias relativamente consistentes, Santa Anna demostró una capacidad excepcional para adaptar sus posiciones políticas a las circunstancias cambiantes.
Este pragmatismo no debe interpretarse necesariamente como oportunismo vacío, sino como una respuesta racional a la volatilidad extrema del sistema político mexicano de la época. En un contexto donde las alianzas políticas se reconfiguraban constantemente y donde la supervivencia política dependía de la flexibilidad táctica, la adaptabilidad de Santa Anna representaba una ventaja competitiva significativa.

### Federalismo vs. Centralismo
Su evolución desde posiciones federalistas hacia el centralismo refleja tanto consideraciones pragmáticas como una evaluación genuina de las necesidades del país. Sus experiencias como presidente durante períodos de crisis lo convencieron de que México requería un gobierno central fuerte para enfrentar las amenazas internas y externas.
Su apoyo al centralismo durante la década de 1830 coincidió con períodos de particular inestabilidad política y amenazas externas, sugiriendo que sus cambios doctrinarios respondían al menos parcialmente a evaluaciones situacionales legítimas.

### Relación con las instituciones
La relación de Santa Anna con las instituciones republicanas fue compleja y contradictoria. Aunque frecuentemente las manipuló para sus propósitos políticos, también contribuyó a su desarrollo en momentos específicos. Su apoyo a reformas educativas y judiciales durante ciertos períodos demostró una comprensión de la importancia del desarrollo institucional para la consolidación nacional.
Su tendencia a abandonar el ejercicio presidencial durante períodos de calma política puede interpretarse tanto como irresponsabilidad como reconocimiento de sus propias limitaciones para la administración rutinaria, prefiriendo concentrarse en momentos de crisis donde sus habilidades específicas eran más valiosas.

## Revisión historiográfica
Los estudios historiográficos recientes, particularmente los trabajos de Will Fowler, Enrique González Pedrero, y otros especialistas, han propuesto interpretaciones más matizadas. Estos análisis sitúan a Santa Anna en el contexto más amplio de las dificultades estructurales que enfrentó México durante el siglo XIX, sugiriendo que muchos de los problemas atribuidos a él reflejaban desafíos sistémicos más que deficiencias personales específicas.

## Familia y vida personal

### Matrimonios
Santa Anna contrajo matrimonio en dos ocasiones:
1. Inés García de López de Santa Anna (1825-1844): Su primera esposa, con quien tuvo varios hijos, aunque pocos sobrevivieron hasta la edad adulta debido a las altas tasas de mortalidad infantil de la época.
2. Dolores Tosta de López de Santa Anna (1844-1876): Su segunda esposa, significativamente más joven, quien lo acompañó durante sus últimos años y período de exilio.

### Descendencia
Los registros familiares indican que Santa Anna tuvo numerosos hijos, aunque las fuentes históricas no coinciden en el número exacto debido a la alta mortalidad infantil y las prácticas de registro de la época. Algunos de sus descendientes permanecieron en México, mientras que otros emigraron a Estados Unidos y otros países.[cita requerida]

### Aspectos económicos
Durante sus períodos de poder, Santa Anna acumuló considerable riqueza, principalmente a través de sus propiedades rurales en Veracruz y sus actividades comerciales. Su hacienda "El Lencero" fue no solo su residencia principal sino también una empresa agrícola próspera que incluía plantaciones de caña de azúcar y ganadería. Sus períodos de exilio lo obligaron a vender muchas de sus propiedades, y regresó a México en circunstancias económicas considerablemente reducidas.[cita requerida]

## Cultura y conmemoración

### Museos y sitios históricos
- Museo Nacional de las Intervenciones (Ciudad de México): Contiene una sección dedicada a su papel en los conflictos internacionales del siglo XIX.

- Museo de la Hacienda El Lencero (Xalapa, Veracruz): Su antigua residencia, convertida en museo, que preserva objetos personales y documentos históricos.
- Casa de Santa Anna (Medellín, Veracruz): Sitio donde nació, actualmente un pequeño museo local.
- Monumento en Turbaco (Colombia): Erigido en 2024 para conmemorar su período de exilio en esa localidad.[11]
- Aparece como personaje literario en El seductor de la patria de Enrique Serna.
- Villa Santa Anna (St. Thomas, Islas Vírgenes): Su residencia durante el exilio, ahora un sitio histórico.

### Literatura y arte
Santa Anna ha sido objeto de numerosas obras literarias, desde biografías académicas hasta novelas históricas. "El seductor de la patria" (2003) de Enrique Serna, representa uno de los intentos más exitosos de presentar una visión literaria compleja del personaje. Su figura también ha aparecido en múltiples obras teatrales, películas y series de televisión, generalmente como un personaje secundario en narrativas sobre la historia mexicana del siglo XIX.[cita requerida]